# Łukasz Vũ Bá Loan
Św. Łukasz Vũ Bá Loan (wiet. Luca Vũ Bá Loan) (ur. ok. 1756 r. w Wietnamie – zm. 5 czerwca 1840 r. w Ô Cầu Giấy w Wietnamie) – ksiądz, męczennik, święty Kościoła katolickiego.
Już w młodym wieku postanowił poświęcić życie Bogu. Uczył się w Phú Đa i Kẻ Bèo. Po otrzymaniu święceń kapłańskich pracował w parafii w Nam Sang przez 6 miesięcy, a następnie w Kẻ Vồi. Po podziale tej parafii na dwie części w 1828 r. przez biskupa Longer, został przydzielony do nowo powstałej parafii Kẻ Sở. Gdy aresztowano go podczas prześladowań był już w podeszłym wieku. Został ścięty 5 czerwca 1840 r.
Dzień wspomnienia: 24 listopada w grupie 117 męczenników wietnamskich.
Beatyfikowany 27 maja 1900 r. przez Leona XIII. Kanonizowany przez Jana Pawła II 19 czerwca 1988 r. w grupie 117 męczenników wietnamskich (jest najstarszy w tej grupie). 